# Forskning & Framsteg
Forskning & Framsteg är en svensk populärvetenskaplig tidskrift. Tidskriften utkommer med tio nummer om året. Den började utges 1966 och ägs av en stiftelse utan vinstsyfte. Chefredaktör är sedan mars 2021 Jonas Mattsson. Tidigare chefredaktörer: Eric Dyring (1966-1978), Björn Fjæstad (1979-2010), Patrik Hadenius (2010-2018) och Viveka Ljungström (2018-2021). Förste ordförande var Nobelpristagaren Hugo Theorell.
Tidningen strävar efter att skriva begripligt och intresseväckande om allt från materiens minsta beståndsdelar till den yttersta rymden, från djurens beteende till den mänskliga hjärnan, från livets uppkomst till aktuella energiproblem. Populärvetenskap tolkas alltså ämnesmässigt brett i tidskriften, som kan innehålla artiklar om astronomi, fysik, miljö, ekologi, energi, teknik, medicin, psykologi, djur, natur, arkeologi, historia, samhällsvetenskap och ekonomi. Ofta är artiklarna skrivna i samarbete mellan tidskriftens journalister och svenska forskare.